# Bảo tàng Chiến tranh Đế quốc
Bảo tàng Chiến tranh Đế quốc  (gọi tắt là IWM - Imperial War Museums) là một tổ chức bảo tàng quốc gia của Anh với các chi nhánh tại năm địa điểm ở Vương Quốc Anh, và ba trong số đó ở Luân Đôn. Được thành lập với tên gọi Bảo tàng Chiến tranh Đế quốc vào năm 1917, bảo tàng nhằm ghi lại nỗ lực chiến tranh dân sự và quân sự cũng như sự hy sinh của Anh và Đế chế của nước này trong Thế chiến thứ nhất. Nơi ẩn náu của bảo tàng kể từ đó đã được mở rộng để bao gồm tất cả các cuộc xung đột mà các lực lượng của Anh hoặc Khối thịnh vượng chung đã tham gia kể từ năm 1914.
Bộ sưu tập của bảo tàng bao gồm tài liệu lưu trữ giấy tờ tùy thân và chính thức, hình ảnh, phim và phim tài liệu, và lịch sử truyền miệng ghi âm, một mở rộng thư viện, một lượng lớn nghệ thuật bộ sưu tập, và ví dụ về xe quân sự và máy bay, thiết bị và đồ tạo tác khác.
Bảo tàng được tài trợ bởi các khoản tài trợ của chính phủ, các khoản quyên góp từ thiện và doanh thu thông qua hoạt động thương mại như bán lẻ, cấp phép và xuất bản. IWM London và IWM North miễn phí vé vào cửa (mặc dù có vài triển lãm cụ thể yêu cầu mua vé), các chi nhánh khác vẫn có phí vào cửa. Bảo tàng là tổ chức từ thiện được miễn trừ theo Đạo luật từ thiện năm 1993 và là cơ quan công quyền không thuộc sở trực thuộc Bộ kỹ thuật số, văn hóa, truyền thông và thể thao. Kể từ tháng 1 năm 2012, Chủ tịch của Ủy ban là Sir Francis Richards. Kể từ tháng 10 năm 2008, tổng giám đốc của bảo tàng là Diane Lees.

## Lịch sử

### Thành lập: 1917–1924

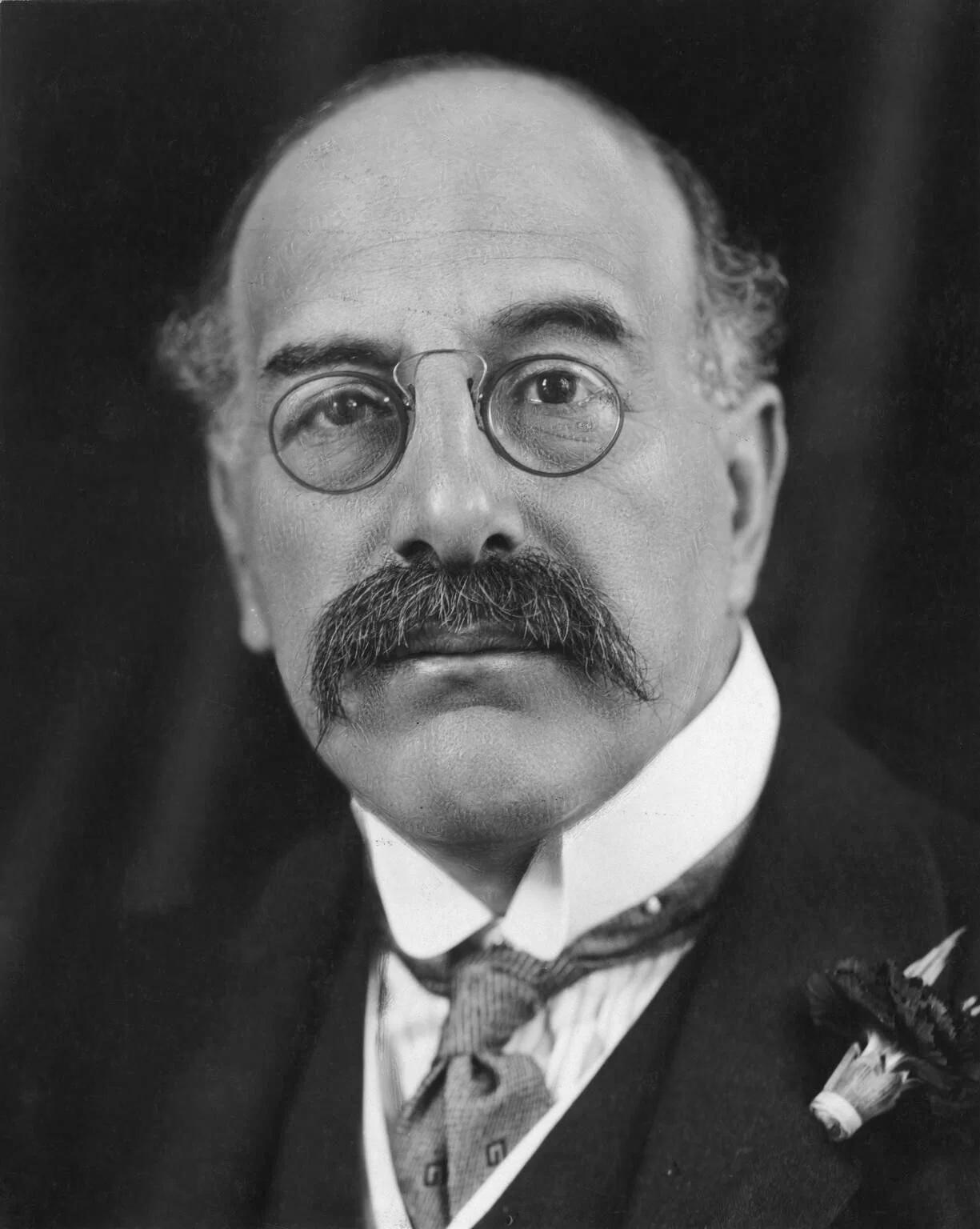
Sir Alfred Mond, chụp khoảng từ năm 1910 đến năm 1920.

Ngày 27 tháng 2 năm 1917 Sir Alfred Mond, một Nghị sĩ Tự do và Ủy viên Công tác Thứ nhất, đã viết thư cho Thủ tướng David Lloyd George để đề xuất thành lập Bảo tàng Chiến tranh Quốc gia. Đề xuất này đã được Nội các Chiến tranh chấp nhận ngày 5 tháng 3 năm 1917 và quyết định được công bố trong The Times  ngày 26 tháng 3. Một ủy ban được thành lập, do Mond làm chủ tịch, để giám sát việc thu thập tài liệu sẽ trưng bày trong bảo tàng mới.

### Di dời 1924–1936

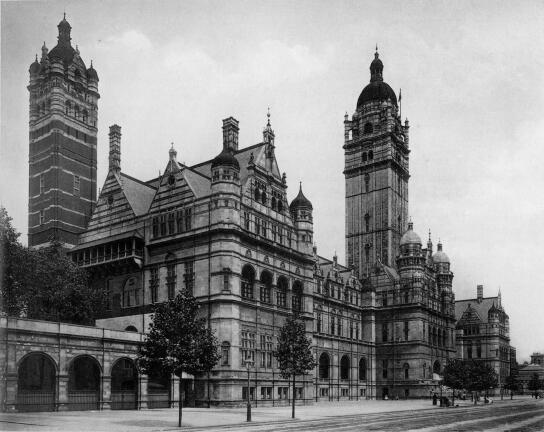
Viện Hoàng gia, Nam Kensington, nơi bảo tàng dời về từ năm 1924 đến năm 1936

Hai cánh rộng đã bị loại bỏ và khoảng không gian được đặt tên là Geraldine Mary Harmsworth Park, theo tên mẹ của Lord Rothermere. Ngài Martin Conway mô tả tòa nhà là "... một tòa nhà đẹp, thực sự khá cao quý, với một cổng lớn, một mái vòm tách biệt và hai cánh lớn được thêm để làm nơi ở của những người mất trí không còn cần thiết nữa. Tòa nhà cụ thể này có thể được được tạo ra để chứa bộ sưu tập của chúng tôi một cách đáng ngưỡng mộ, và chúng tôi sẽ bảo quản nó khỏi bị phá hủy, nếu không nó sẽ biến mất"."Mái vòm tách biệt" được Sydney Smirke thêm vào năm 1846 và là nơi đặt nhà nguyện của bệnh viện. Công tước York (sau này là Vua George VI) đã mở cửa Bảo tàng trở lại ngay tại chỗ mới vào ngày 7 tháng 7 năm 1936.

### Chiến tranh thế giới thứ hai và sau đó: 1939–1966
Với sự bùng nổ của Chiến tranh thế giới thứ hai vào năm 1939, bảo tàng bắt đầu thu thập tài liệu ghi lại cuộc xung đột. Tháng 11 năm 1939, trong "Chiến tranh Phoney", bảo tàng đã xuất hiện trong đoạn mở đầu của bộ phim GPO Film Unit sản xuất Những ngày đầu tiên, trong đó trẻ em đang chơi đùa trên một số Các mảnh pháo Đức của bảo tàng thu thập trong Chiến tranh thế giới thứ nhất. Với cuộc di tản Dunkirk vào tháng 5 đến tháng 6 năm 1940, tình trạng thiếu trang thiết bị của Quân đội Anh đã khiến mười tám khẩu pháo của bảo tàng trở lại phục vụ quân đội. Các câu lạc bộ chiến hào của bảo tàng đã được sử dụng bởi  Home Guard, trong khi các vật phẩm khác như ống ngắm và dụng cụ quang học đã được trả lại cho Bộ Cung cấp. Bảo tàng từ chối trả lại một số vật phẩm lịch sử như khẩu súng hải quân từ HMS Lance (đã bắn phát súng đầu tiên của Anh trong Chiến tranh thế giới thứ nhất) hoặc khẩu súng được phục vụ bởi Victoria Cross - chàng trai chiến thắng Jack Cornwell. Bảo tàng đã bị đóng cửa trong thời gian chiến tranh xảy ra vào tháng 9 năm 1940 với sự khởi đầu của the Blitz. Vào ngày 31 tháng 1 năm 1941, bảo tàng đã bị tấn công bởi một quả bom Luftwaffe rơi xuống phòng trưng bày hải quân. Một số mô hình tàu bị hư hại do vụ nổ và một chiếc thủy phi cơ Loại ngắn 184 đã bay trong Trận chiến Jutland, đã bị phá hủy. Trong khi đóng cửa với công chúng, tòa nhà của bảo tàng được sử dụng cho nhiều mục đích liên quan đến nỗ lực chiến tranh, chẳng hạn như nhà để xe sửa chữa cho các phương tiện cơ giới của chính phủ, trung tâm giảng dạy phòng thủ dân sự Đề phòng Không kích và một trường huấn luyện chữa cháy.

### Tái phát triển và mở rộng: 1966–2012

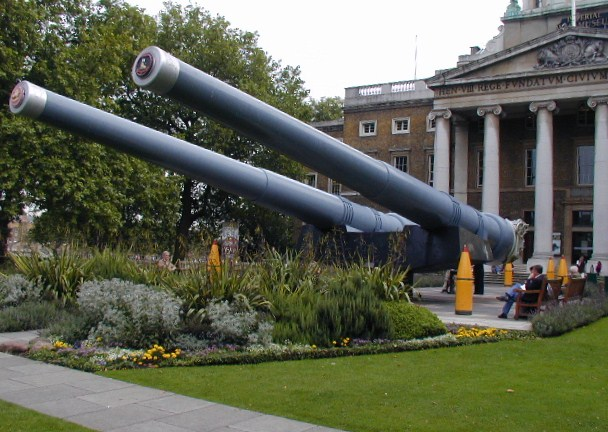
Súng 15 inch bên ngoài bảo tàng; khẩu súng gần hơn là từ HMS Ramillies, khẩu còn lại từ HMS Resolution

Đến năm 1983, bảo tàng tìm cách phát triển lại địa điểm Southwark và tiếp cận với công ty kỹ thuật Arup để lập kế hoạch cho một chương trình theo từng giai đoạn, nhằm mở rộng không gian triển lãm của tòa nhà, cung cấp các biện pháp kiểm soát môi trường thích hợp để bảo vệ các bộ sưu tập và cải thiện cơ sở vật chất cho du khách. Năm sau đó, vào tháng 4 năm 1984, Phòng Chiến tranh Nội các được mở cửa cho công chúng như một chi nhánh của bảo tàng.
Giai đoạn đầu tiên của các công trình của tòa nhà Southwark bắt đầu vào năm 1986 và hoàn thành vào năm 1989, trong thời gian đó bảo tàng đóng cửa cho công chúng. Công việc bao gồm việc chuyển đổi những gì trước đây là sân của bệnh viện thành một Phòng trưng bày Triển lãm Lớn trung tâm. Phòng trưng bày này có tầng trệt kiên cố (để nâng đỡ trọng lượng của các vật trưng bày rất nặng), tầng một  gác lửng và ban công ngắm cảnh ở tầng hai. Trong không gian này được đặt xe tăng, pháo, phương tiện, vũ khí và máy bay từ Chiến tranh thế giới thứ nhất đến Chiến tranh Falklands. For some years the museum was marketed as "The new Imperial War Museum". Phần tâm này, nơi tập trung nhiều khí tài quân sự, đã được mô tả là "phòng ngủ lớn nhất dành cho các bé trai ở London". Giai đoạn đầu tiên này trị giá 16,7; triệu bảng Anh (trong đó 12; triệu bảng do chính phủ cung cấp) và bảo tàng đã được Nữ hoàng mở cửa trở lại vào ngày 29 tháng 6 năm 1989.
Bản mẫu:Wideimage
Tháng 9 năm 2011, bảo tàng đã nhận tài trợ từ NESTA, Hội đồng Nghiên cứu Nghệ thuật và Nhân văn và Hội đồng Nghệ thuật Anh để phát triển hệ thống "giải thích xã hội" cho phép khách tham quan bình luận, thu thập và chia sẻ các đối tượng bảo tàng thông qua phương tiện truyền thông xã hội. Các hệ thống này đã được kết hợp trong "A Family in Wartime", một cuộc triển lãm tại IWM London mô tả cuộc sống gia đình Anh trong Thế chiến thứ hai, khai mạc vào tháng 4 năm 2012.

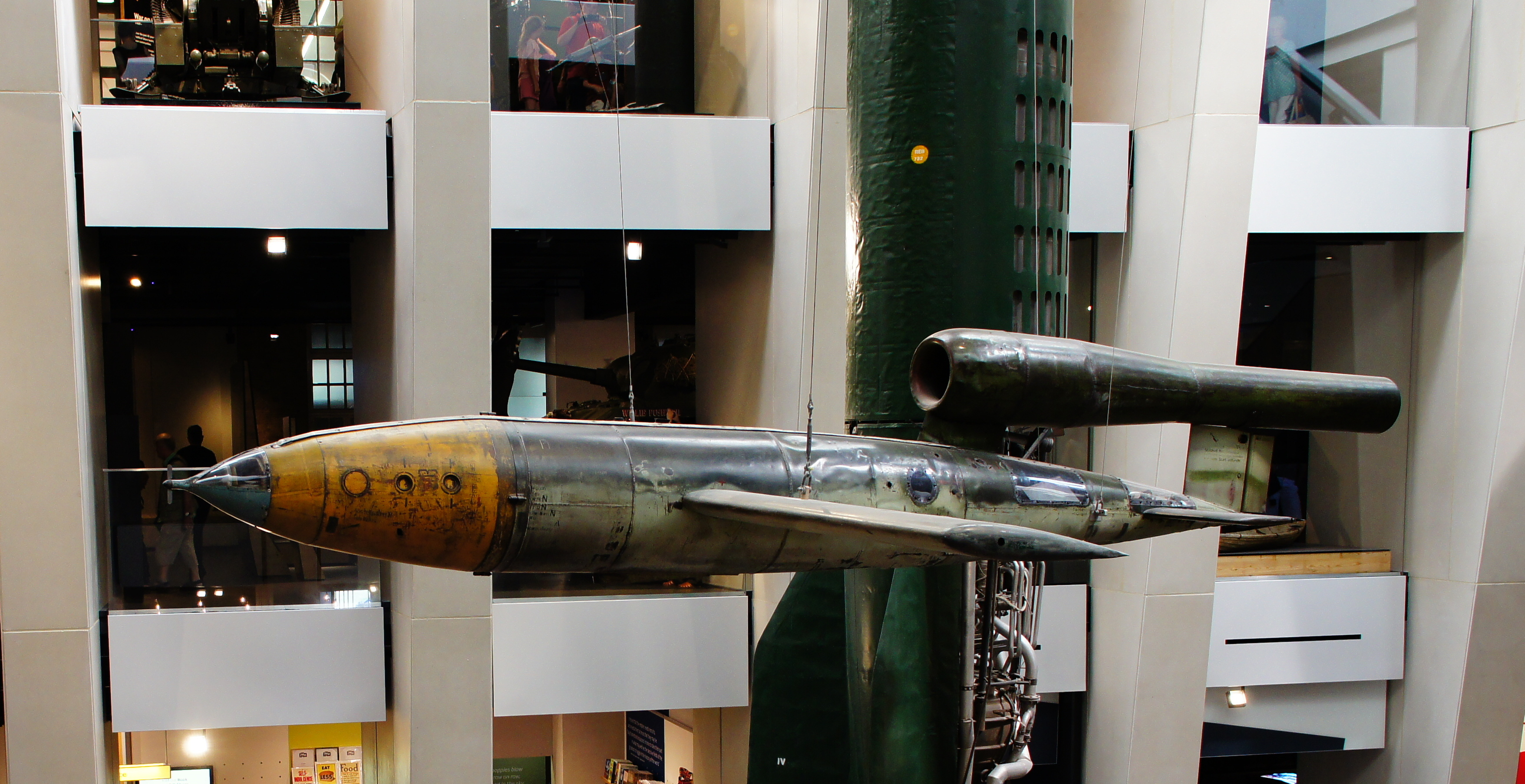
Trưng bày Bom bay V-1

### Một trăm năm sau Thế chiến thứ nhất: 2014
Tháng 8 năm 2009, bảo tàng đã công bố thành lập Quỹ Bảo tàng Chiến tranh Đế quốc. Dưới sự chủ trì của  Jonathan Harmsworth, tổ chức được giao nhiệm vụ gây quỹ để hỗ trợ tái phát triển các phòng trưng bày cố định của Bảo tàng Chiến tranh Đế quốc London.
Bản mẫu:Wideimage

## Chi nhánh
Từ những năm 1970 trở đi, Bảo tàng Chiến tranh Đế quốc bắt đầu mở rộng sang các địa điểm khác. Chi nhánh đầu tiên là Bảo tàng Chiến tranh Đế quốc Duxford mở cửa cho công chúng thường xuyên vào tháng 6 năm 1976. HMS Belfast trở thành một chi nhánh của bảo tàng vào năm 1978. Bảo tàng Churchill và Phòng Chiến tranh Nội các mở cửa vào năm 1984, và Bảo tàng Chiến tranh Đế quốc phía Bắc vào năm 2002.

### Bảo tàng Chiến tranh Đế quốc phía Bắc

#### Kiến trúc và bố cục
Bảo tàng đã chiếm giữ Bệnh viện Hoàng gia Bethlem trước đây trên Đường Lambeth từ năm 1936. Tòa nhà bệnh viện được thiết kế bởi nhà khảo sát bệnh viện, James Lewis, từ các kế hoạch do  John Gandy và các kiến trúc sư khác, và việc xây dựng hoàn thành vào tháng 10 năm 1814. Bệnh viện bao gồm một loạt các tòa nhà dài 580 feet với một tầng hầm và ba tầng lầu, song song với Lambeth Road, với lối vào trung tâm dưới dãy cột. 

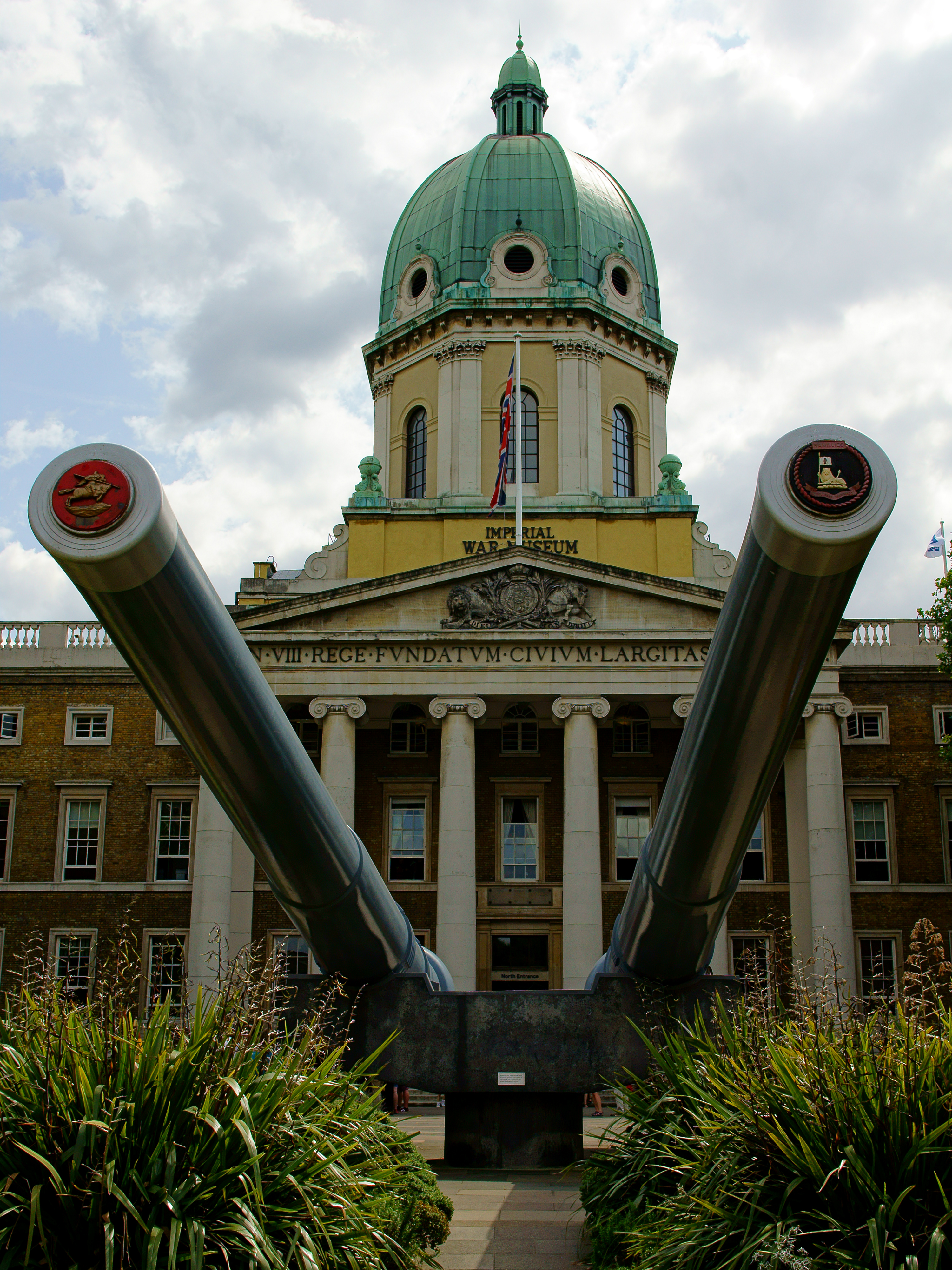
Súng 15 inch và mái vòm bằng đồng

Tòa nhà đã được thay đổi đáng kể vào năm 1835 bởi kiến trúc sư Sydney Smirke. Để cung cấp thêm không gian, ông đã thêm các khối ở hai đầu của mặt tiền và các cánh xếp ở hai bên của phần trung tâm. Anh ta cũng thêm một nhà nghỉ nhỏ một tầng, vẫn còn tồn tại, ở cổng Đường Lambeth. Sau đó, giữa năm 1844 và 1846, vòm trung tâm đã được thay thế bằng một mái vòm bọc đồng để mở rộng nhà nguyện bên dưới. Tòa nhà cũng có một nhà hát trong một tòa nhà ở phía sau.

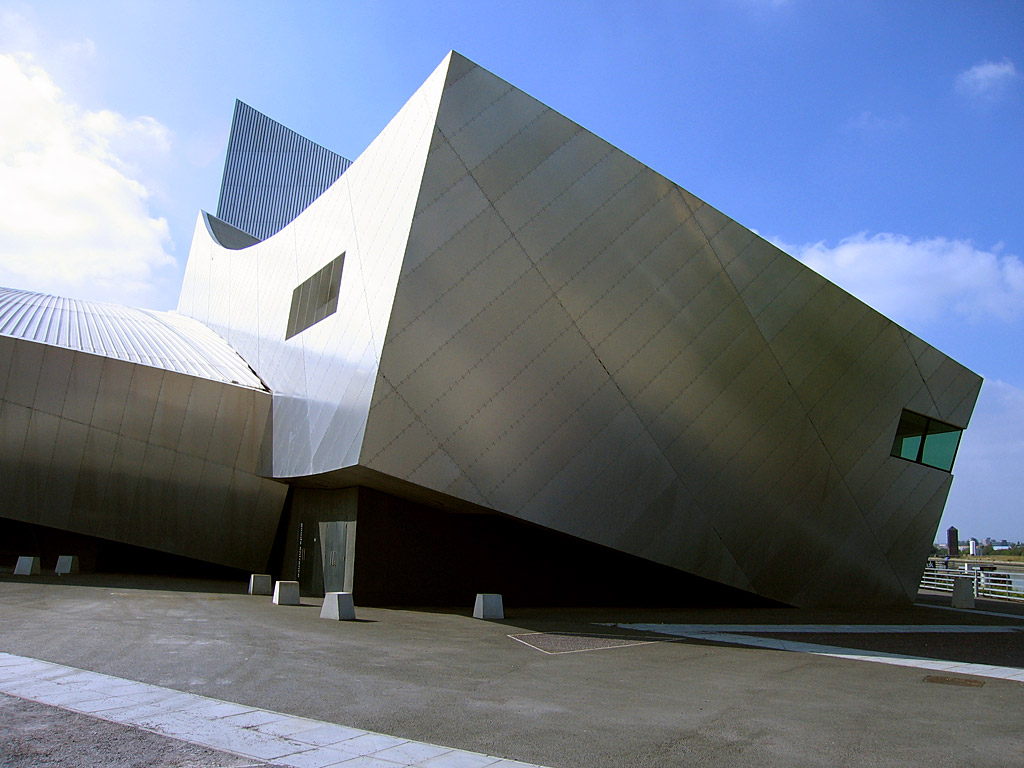
Bảo tàng Chiến tranh Đế quốc phía Bắc

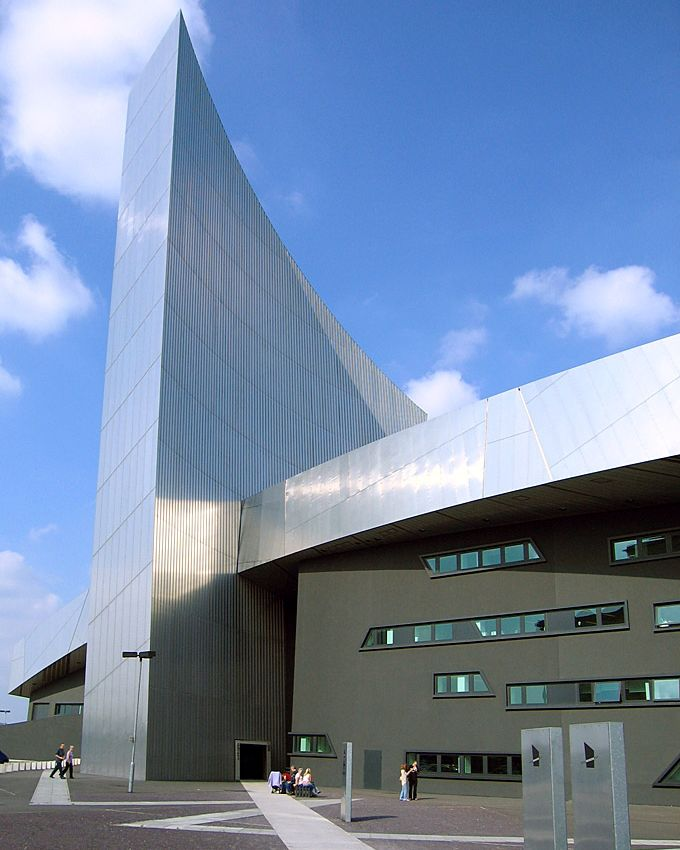
Cổng vào của Bảo tàng Chiến tranh Đế quốc phía Bắc ở Manchester

Bảo tàng Chiến tranh Đế quốc phía Bắc được khai trương tại Trafford, Đại Manchester, vào năm 2002. Đây là chi nhánh đầu tiên của bảo tàng bên ngoài miền đông nam nước Anh và là chi nhánh đầu tiên được xây dựng với mục đích như một bảo tàng. Được thiết kế bởi kiến trúc sư Daniel Libeskind, Bảo tàng Chiến tranh Hoàng gia phía Bắc là tòa nhà đầu tiên của Libeskind ở Anh. Tòa nhà của nhìn ra Kênh Tàu Manchester tại Salford Quays.

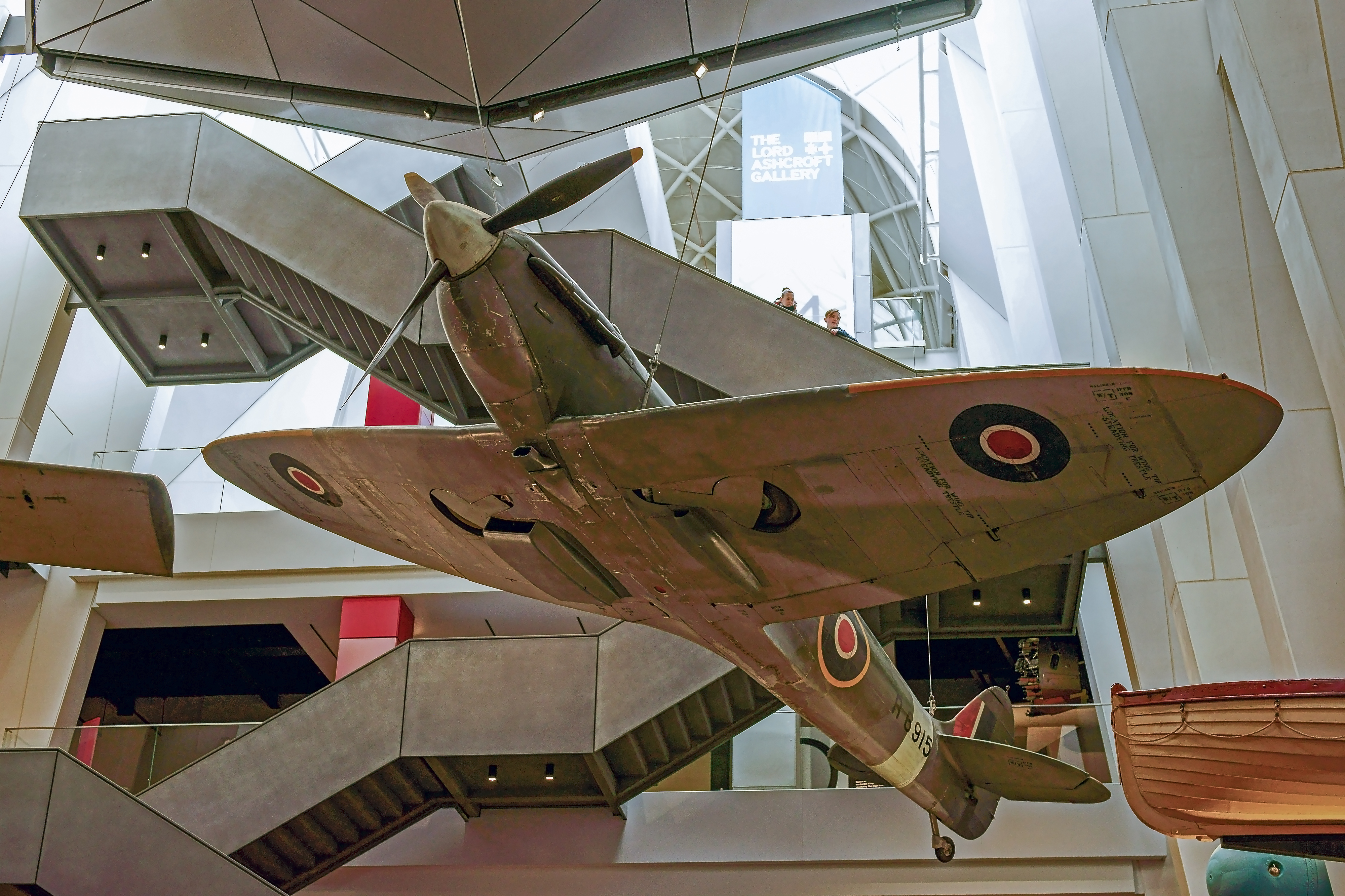
Ảnh nhìn từ phía dưới của Supermarine Spitfire

Kiến trúc bên ngoài bảo tàng gây ấn tượng sâu sắc bởi tính hình tượng đặc biệt của nó, dựa trên ý tưởng về một quả địa cầu bị phá tan bởi xung đột và chiến tranh. Libeskind đã dùng ba mảnh vỡ, đại diện cho Trái Đất, không khí và nước (ba mặt trận cơ bản trong chiến tranh), ghép lại để tạo nên bố cục công trình. Dự kiến ban đầu là 40 triệu bảng Anh, cuối cùng bảo tàng đã được hoàn thành với giá 28,5 triệu bảng Anh sau khi nguồn tài trợ dự kiến không đến. Bảo tàng được tài trợ bởi các cơ quan phát triển địa phương, quốc gia và châu Âu, tài trợ tư nhân và Peel Holdings, một công ty vận tải và tài sản địa phương đóng góp 12,5 triệu bảng Anh.

#### All Saints Annexe
Năm 1989, bảo tàng đã mua lại All Saints Annexe, một tòa nhà cũ của bệnh viện ở Phố Austral gần Quảng trường Tây. Tòa nhà năm 1867, quay lưng lại Công viên Geraldine Mary Harmsworth, ban đầu là một trại trẻ mồ côi do nhà từ thiện địa phương Charlotte Sharman mở, sau đó được sử dụng như một bệnh viện. Nơi đây có các kho lưu trữ ảnh, phim và âm thanh, và các văn phòng của bảo tàng.

### Bảo tàng Chiến tranh Đế quốc Duxford

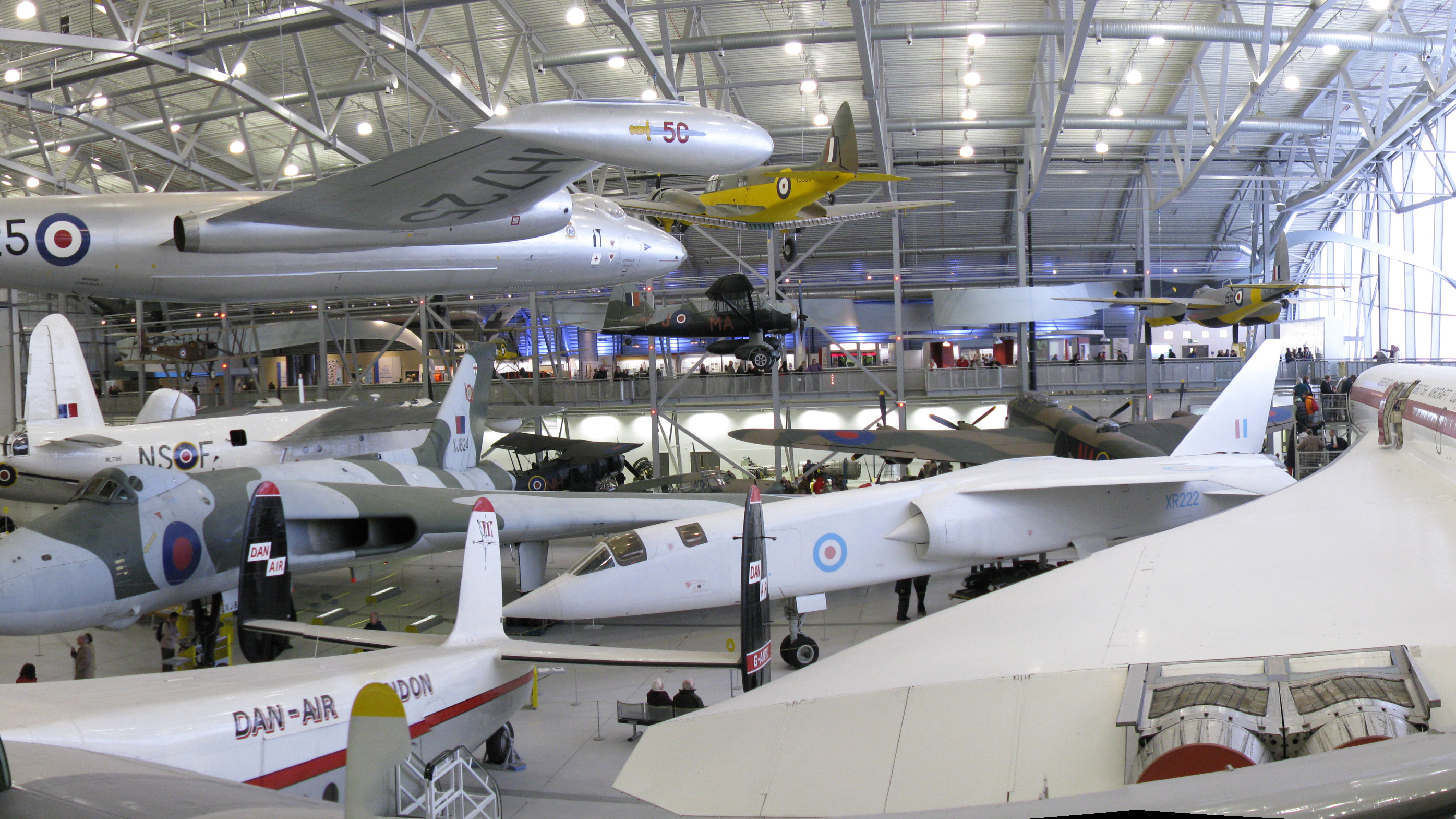
Các máy bay tại IWM Duxford

Bảo tàng Chiến tranh Hoàng gia Duxford, gần Duxford ở Hạt Cambridgeshire, là bảo tàng hàng không lớn nhất nước Anh. Duxford có các cuộc triển lãm lớn của bảo tàng, bao gồm gần 200 máy bay, xe quân sự, pháo binh và tàu hải quân hạng nhẹ trong bảy tòa nhà triển lãm chính. Trang web cũng cung cấp không gian lưu trữ cho các bộ sưu tập phim, ảnh, tài liệu, sách và đồ tạo tác của bảo tàng. Địa điểm này có một số bảo tàng cấp trung đoàn của Quân đội Anh, bao gồm bảo tàng của Trung đoàn Nhảy dù và Trung đoàn Hoàng gia Anglian.

### HMSBelfast(1938)

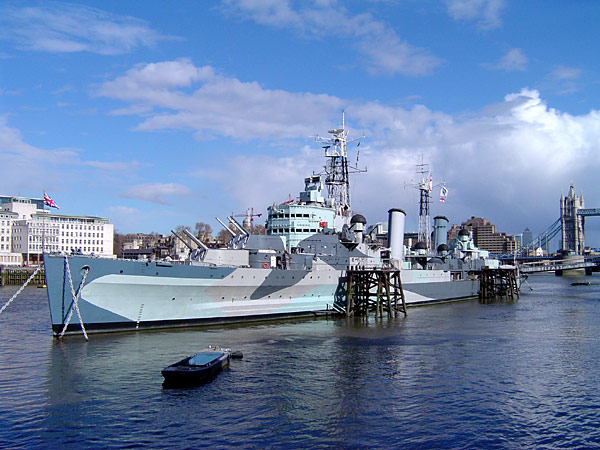
HMS Belfast tại bến của nó trong Pool of London

Vào năm 2017, tên của cuộc triển lãm đã được đổi thành "HMS Belfast 1938" để phản ánh rằng một trong những khinh hạm Kiểu 26 mới của Hải quân Hoàng gia Anh đã được đặt tên là HMS Belfast.

### Churchill War Rooms

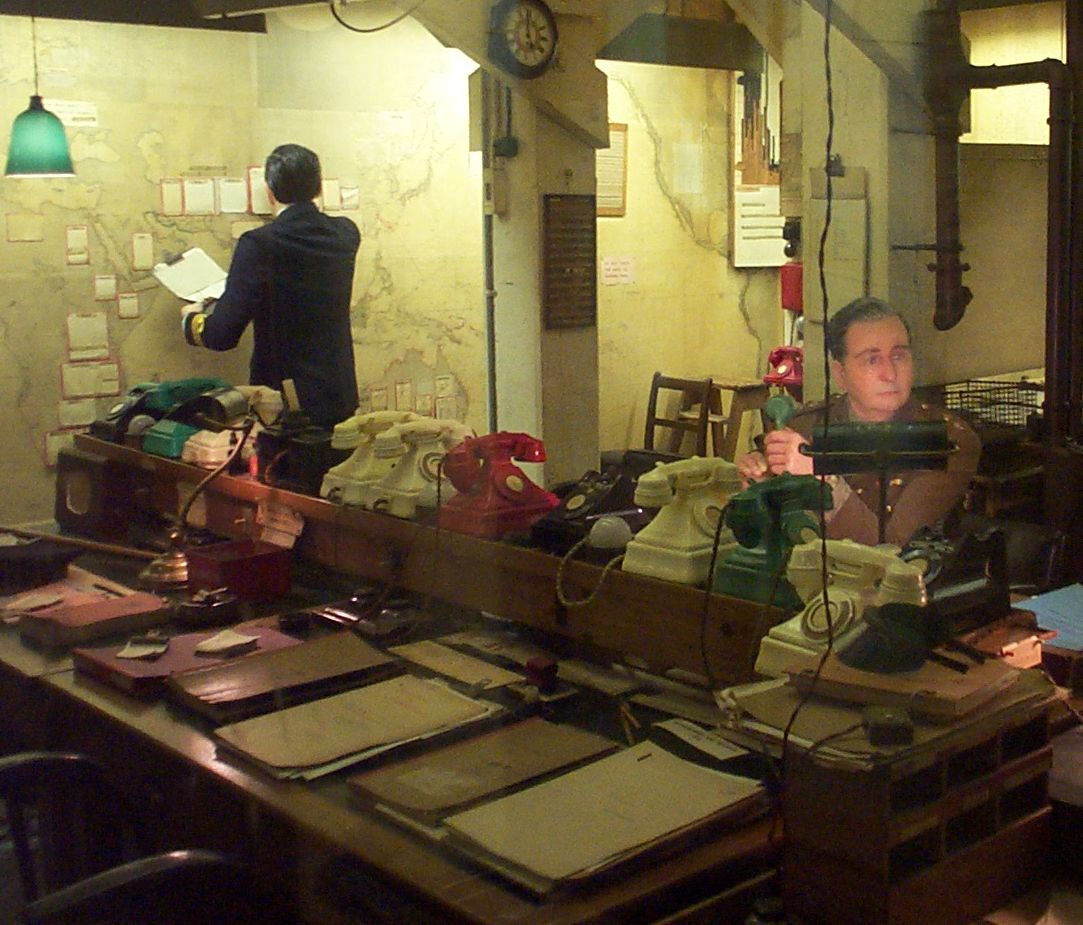
Phòng Bản đồ của Phòng Chiến tranh Nội các

### Bảo tàng Chiến tranh Đế quốc phía Bắc
Bảo tàng Chiến tranh Đế quốc phía Bắc được mở tại [Trafford]], Greater Manchester vào năm 2002. Đây là chi nhánh đầu tiên của bảo tàng bên ngoài miền đông nam nước Anh, và là chi nhánh đầu tiên được xây dựng với mục đích như một bảo tàng. Được thiết kế bởi kiến trúc sư Daniel Libeskind, với nhóm kiến trúc sư Leach Rhodes Walker có trụ sở tại Manchester, cung cấp dịch vụ triển khai,Bảo tàng Chiến tranh Đế quốc phía Bắc là tòa nhà đầu tiên của Libeskind ở Anh

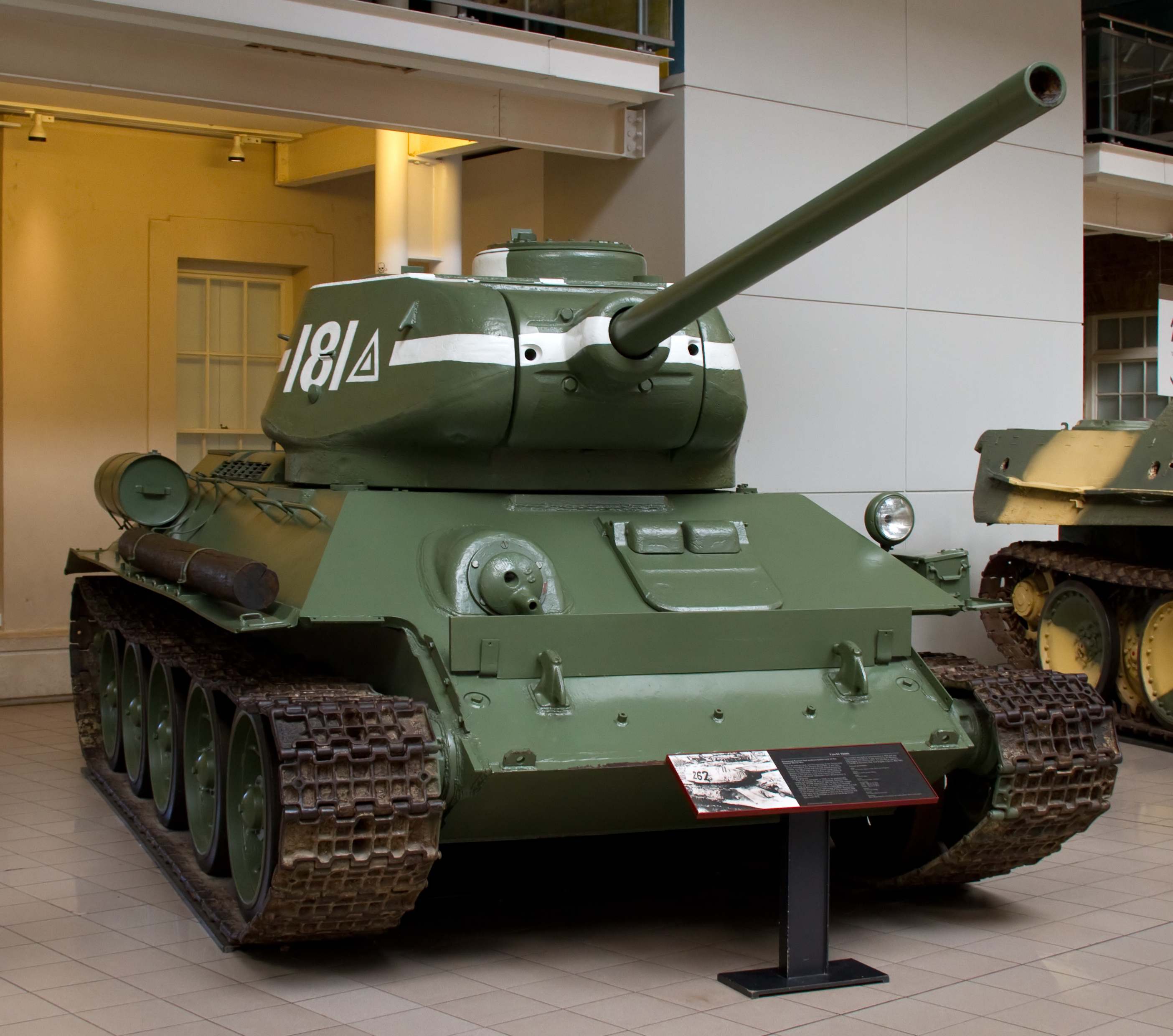
Trưng bày xe tăng T-34-85

## Bộ sưu tập

Bộ sưu tập của bảo tàng bao gồm bức ảnh này của Montgomery trong xe tăng cùng với đoàn lữ hành dưới quyền chỉ huy của ông, xe nhân viên và giấy tờ. and Sir John French.

Các bộ sưu tập ban đầu của Bảo tàng Chiến tranh có niên đại bắt đầu từ các tài liệu do Ủy ban Bảo tàng Chiến tranh Quốc gia tích lũy được. Tổ chức bộ phận hiện nay ra đời trong những năm 1960 như một phần trong quá trình tổ chức lại bảo tàng của Frankland. Thập niên 1970 chứng kiến lịch sử truyền miệng ngày càng nổi tiếng và vào năm 1972, bảo tàng đã thành lập Cục Ghi âm (nay là Cơ quan lưu trữ âm thanh) để ghi lại các cuộc phỏng vấn với những cá nhân từng trải qua Chiến tranh thế giới thứ nhất. Bảo tàng duy trì một cơ sở dữ liệu trực tuyến về các bộ sưu tập của nó.

### Nghệ thuật

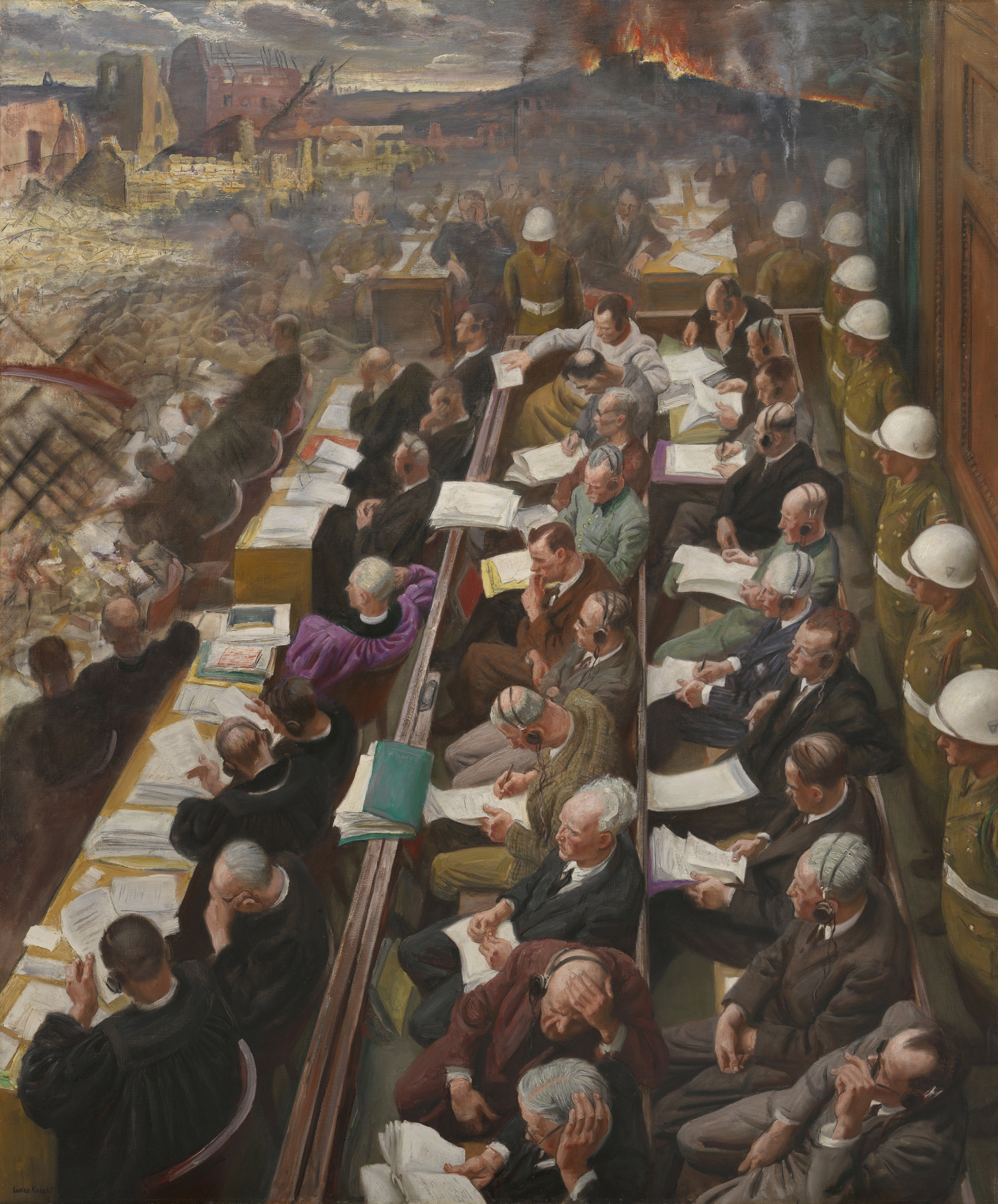
The Nuremberg Trial, 1946, của Laura Knight

Bộ sưu tập nghệ thuật của bảo tàng bao gồm các bức tranh, bản in, bản vẽ, tác phẩm điêu khắc và các tác phẩm về phim ảnh, nhiếp ảnh và âm thanh.

### Phim

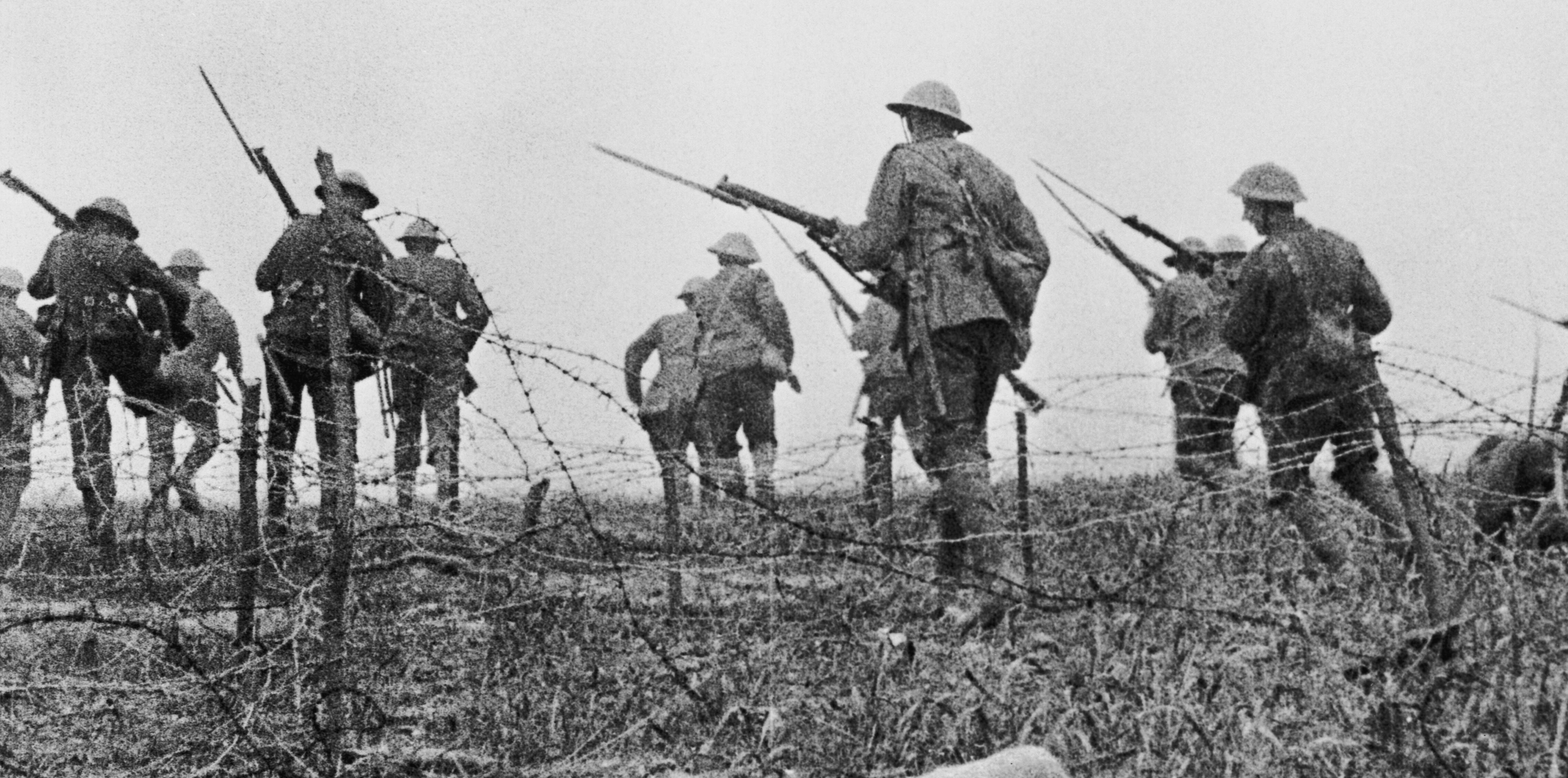
Ảnh vẫn từ bộ phim tài liệu và tuyên truyền Trận chiến Somme năm 1916, được bảo quản bởi kho lưu trữ phim của bảo tàng

Kho lưu trữ phim và video của bảo tàng là một trong những kho lưu trữ phim lâu đời nhất trên thế giới. Kho bảo tồn một loạt các tư liệu phim và video có ý nghĩa lịch sử, bao gồm cả bản phim chính thức của Anh về  Chiến tranh thế giới thứ nhất. Đáng chú ý trong số các kho lưu trữ về Chiến tranh Thế giới thứ nhất của kho lưu trữ là Trận chiến Somme, một bộ phim tài liệu tiên phong năm 1916 (đã được UNESCO công nhận Di sản tư liệu thế giới năm 2005), và Der Magische Gürtel, một bộ phim tuyên truyền năm 1917 của Đức về tàu ngầm U-35. Tài liệu lưu trữ về Chiến tranh thế giới thứ hai của kho lưu trữ bao gồm những thước phim chưa chỉnh sửa do các nhà quay phim quân đội Anh quay, ghi lại các hành động chiến đấu như cuộc đổ bộ của Anh vào Ngày D tháng 6 năm 1944, và việc giải phóng trại tập trung Bergen-Belsen vào tháng 4 năm 1945.

### Kích thước của bộ sưu tập
Bảo tàng lưu giữ khoảng một nửa petabyte dữ liệu số hóa (tính đến năm 2017). Điều này được tổ chức tại Duxford (Cambridgeshire) trên hai thư viện băng SpectraLogic T950, với khoảng cách giữa chúng là 500m. Một là thư viện băng LTO-5 (Linear Tape-Open), một là IBM TS1150.